# Cilly
Cilly est une commune française située dans le département de l'Aisne en région Hauts-de-France.

## Géographie

### Localisation
- 1Carte dynamique
- 2Carte OpenStreetMap
- 3Carte topographique

Le village de Cilly se trouve dans le nord-est du département de l'Aisne, sur le chemin de la rivière la Serre.
Le territoire du village, est presque tout en pente avec en son bas le passage de la rivière et une altitude du centre-village de 92 m.
La proximité de la rivière en bas du village ainsi que la topologie fait de ce dernier un terrain propice aux inondations en cas de fortes pluies.

### Hydrographie
La commune est située dans le bassin Seine-Normandie. Elle est drainée par la Serre et divers autres petits cours d'eau,.
La Serre, d'une longueur de 96 km, prend sa source dans la commune de La Férée, à 265 m d'altitude, et se jette  dans l'Oise (rive gauche) à Danizy, à 52 m d'altitude, après avoir traversé 39 communes.

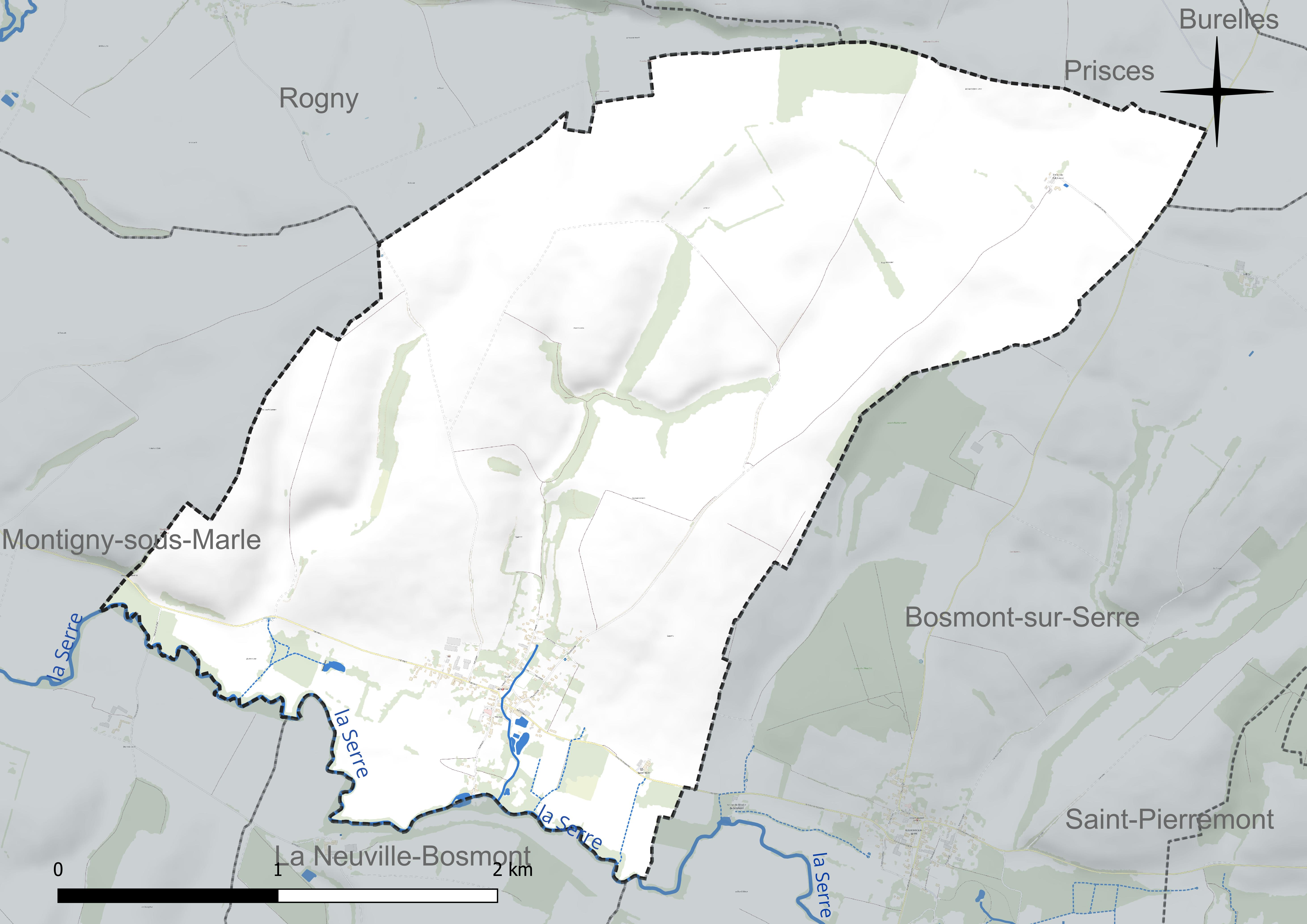
Réseau hydrographique de Cilly.

### Climat
Pour des articles plus généraux, voir Climat des Hauts-de-France et Climat de l'Aisne.
En 2010, le climat de la commune est de type climat océanique dégradé des plaines du Centre et du Nord, selon une étude du CNRS s'appuyant sur une série de données couvrant la période 1971-2000. En 2020, Météo-France publie une typologie des climats de la France métropolitaine dans laquelle la commune est exposée à un climat océanique altéré et est dans la région climatique Nord-est du bassin Parisien, caractérisée par un ensoleillement médiocre, une pluviométrie moyenne régulièrement répartie au cours de l'année et un hiver froid (3 °C).
Pour la période 1971-2000, la température annuelle moyenne est de 10,2 °C, avec  une amplitude thermique annuelle de 15 °C. Le cumul annuel moyen de précipitations est de 782 mm, avec 12,4 jours de précipitations en janvier et 9,2 jours en juillet. Pour la période 1991-2020 la température moyenne annuelle observée sur la station météorologique la plus proche, située sur la commune de Fontaine-lès-Vervins à 14 km à vol d'oiseau, est de 10,5 °C et le cumul annuel moyen de précipitations est de 826,3 mm,. Pour l'avenir, les paramètres climatiques de la commune estimés pour 2050 selon différents scénarios d'émission de gaz à effet de serre sont consultables sur un site dédié publié par Météo-France en novembre 2022.

## Urbanisme

### Typologie
Au 1er janvier 2024, Cilly est catégorisée commune rurale à habitat dispersé, selon la nouvelle grille communale de densité à 7 niveaux définie par l'Insee en 2022.
Elle est située hors unité urbaine et hors attraction des villes,.

### Occupation des sols
L'occupation des sols de la commune, telle qu'elle ressort de la base de données européenne d'occupation biophysique des sols Corine Land Cover (CLC), est marquée par l'importance des territoires agricoles (95,8 % en 2018), une proportion sensiblement équivalente à celle de 1990 (95,5 %). La répartition détaillée en 2018 est la suivante : 
terres arables (83,9 %), prairies (11,9 %), zones urbanisées (4,1 %), forêts (0,1 %).
L'évolution de l'occupation des sols de la commune et de ses infrastructures peut être observée sur les différentes représentations cartographiques du territoire : la carte de Cassini (XVIIIe siècle), la carte d'état-major (1820-1866) et les cartes ou photos aériennes de l'IGN pour la période actuelle (1950 à aujourd'hui).

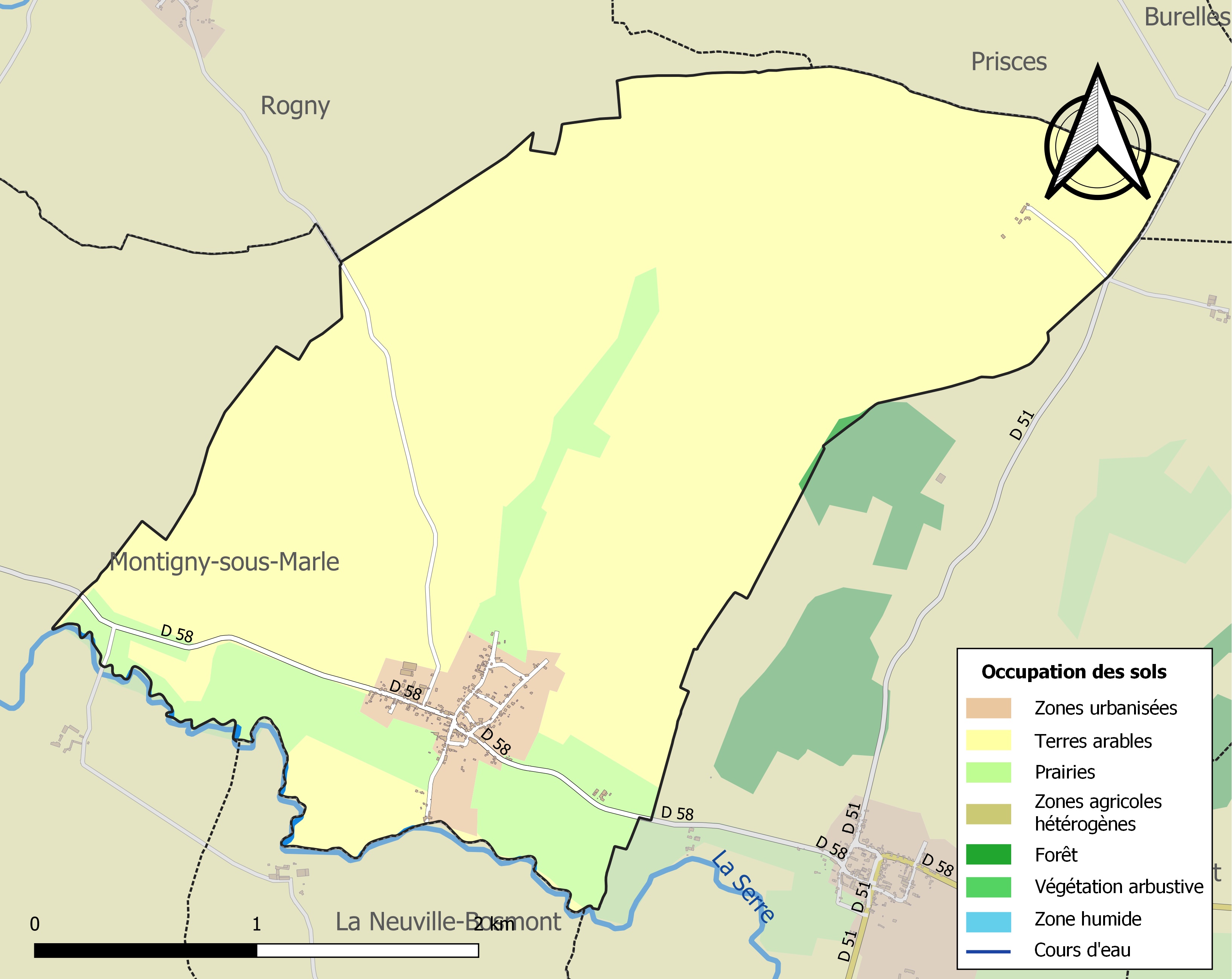
Carte des infrastructures et de l'occupation des sols de la commune en 2018 (CLC).

## Toponymie
Le nom du village apparaît pour la première fois en 1137 sous l'appellation de latine deVilla Cilliaci dans un cartulaire de l'Abbaye Saint-Martin de Laon. L'orthographe variera encore ensuite: Cilli, Cilliacum, Cylli, Cylliacum, Cylly, Silly, Cillivius, Chilly, et enfin l'orthographe actuelle Cilly vers 1750 sur la Carte de Cassini .

La Rue Franche et le château de Cilly dépendaient du comté de Marle.

## Histoire
|  |  |  |

Carte de Cassini

La carte de Cassini montre qu'au XVIIIè siècle, Cilly  est une paroisse située sur la rive droite de la Serre.Le château, aujourd'hui disparu, est représenté sur la carte.

Au sud, le moulin à eau, dont les bâtiments sont encore présents de nos jours, est représenté par une roue dentée sur la Serre.
Première Guerre mondiale

Le 29 août 1914, soit moins d'un mois après la déclaration de la guerre, le village est occupé par les Allemands après la défaite de l'armée française lors de la bataille de Guise. Pendant toute la guerre, Cilly restera loin du front qui se stabilisera à environ 150 km à l'est aux alentours de Péronne. Les habitants vivront sous le joug de l'ennemi: réquisitions de logements, de matériel, de nourriture, travaux forcés.
 
Ce n'est que le 7 novembre 1918 que le village sera libéré.

Sur le monument aux morts sont écrits les noms des 10 soldats de la commune morts au Champ d'Honneur  lors de la Grande Guerre  et des 2 victimes civiles décédées de faits de guerre.

### Passé ferroviaire du village
|  |  |  |

De 1907 à 1959, Tavaux a été traversé par la ligne de chemin de fer de Marle à Montcormet qui passait au sud du village sur la rive droiet de la Serre.
 
Chaque jour, quatre trains s'arrêtaient dans chaque sens dans la gare pour prendre les passagers qui se rendaient soit à Marle, soit à Montcornet.

L'ancienne gare, devenue habitation, existe encore de nos jours ,au sud du village, non loin du moulin.

Après la fermeture de la ligne, les rails , les traverses et le ballast ont été vendus;  une grande partie du tracé subsiste sur le terroir de la commune.

## Politique et administration

### Découpage territorial

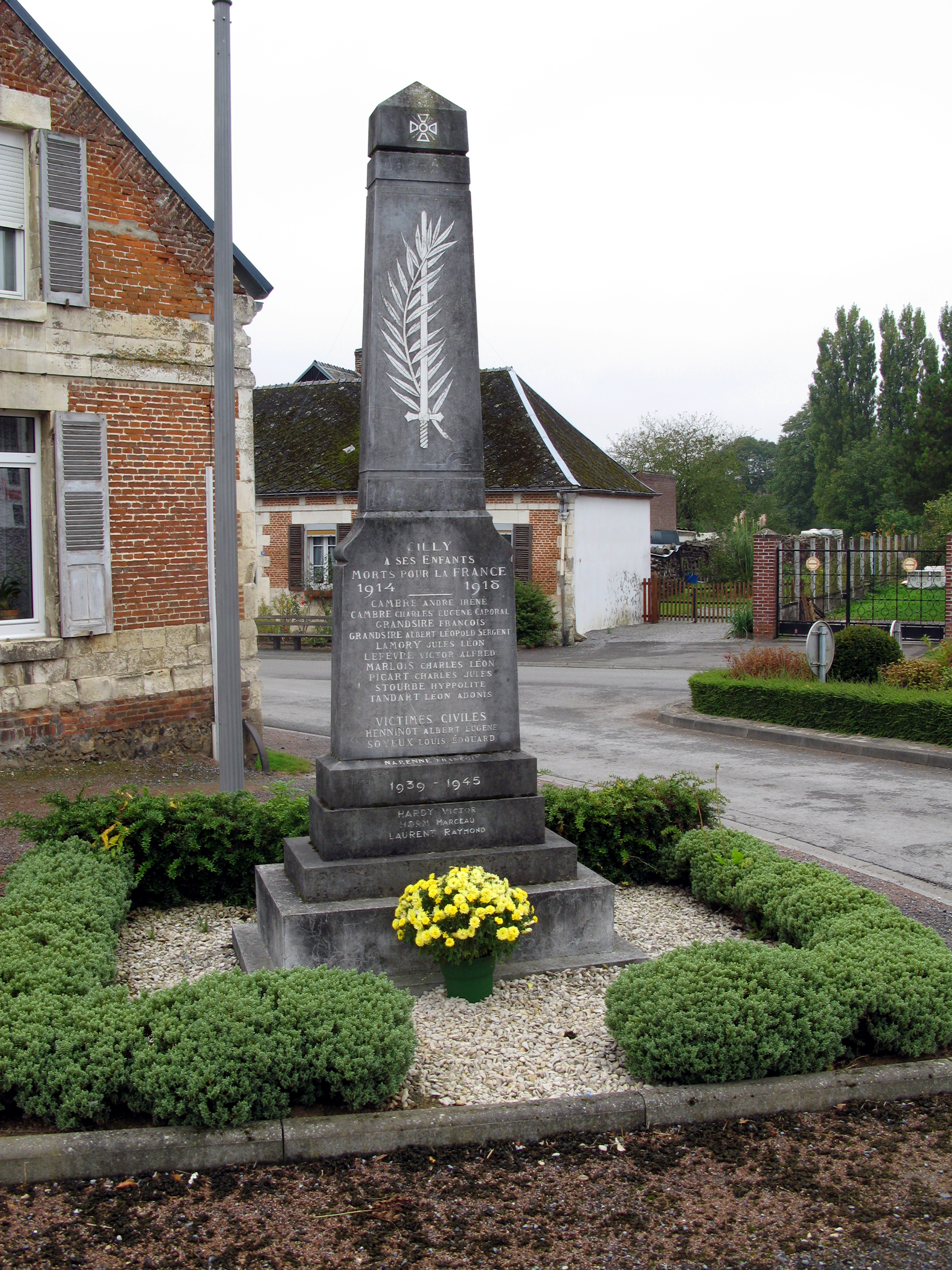
Le monument aux morts se dresse dans le virage de la rue principale.

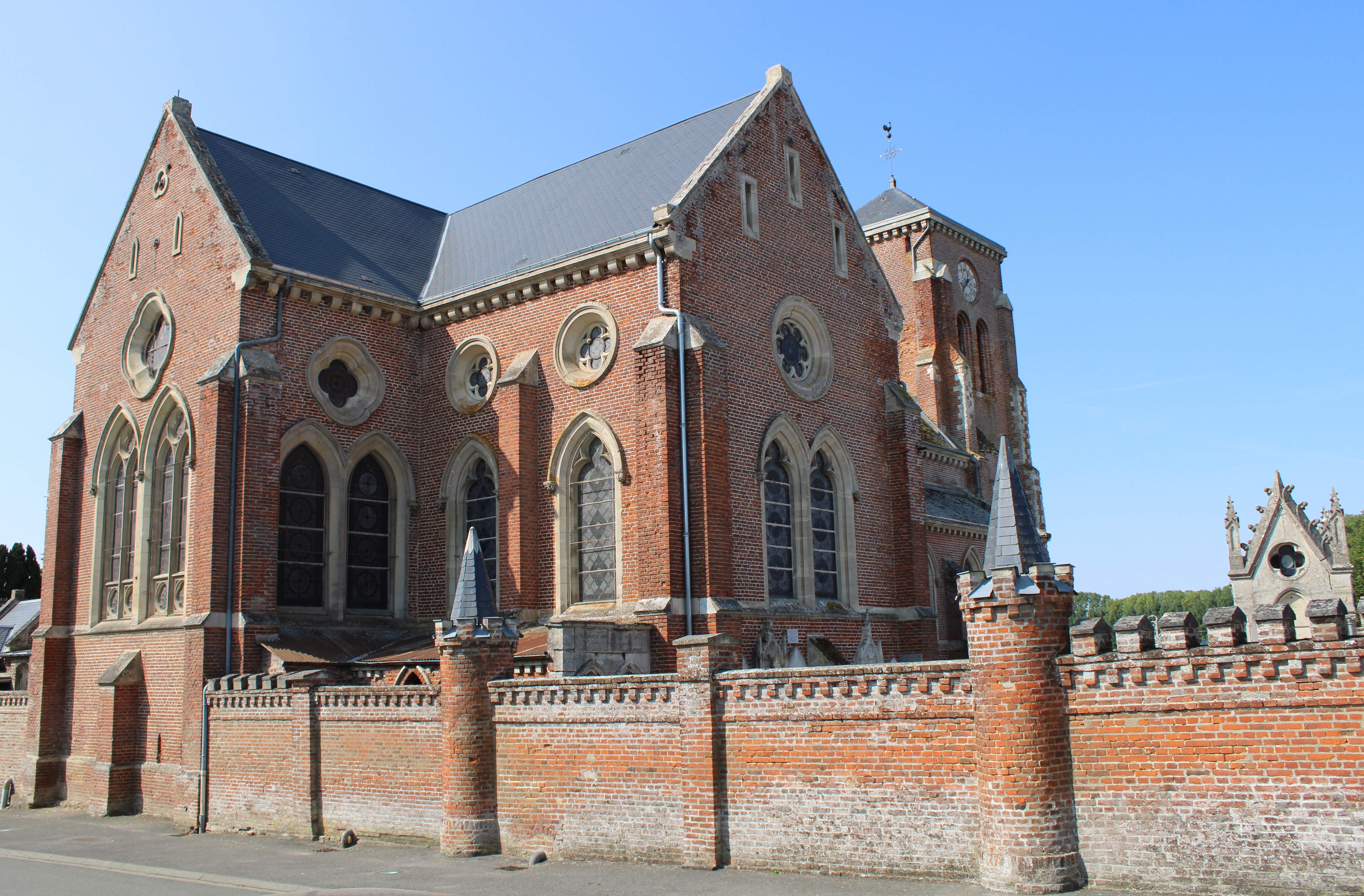
L'église Saint-Martin.

La commune de Cilly est membre de la communauté de communes du Pays de la Serre, un établissement public de coopération intercommunale (EPCI) à fiscalité propre créé le 17 décembre 1992 dont le siège est à Crécy-sur-Serre. Ce dernier est par ailleurs membre d'autres groupements intercommunaux.
Sur le plan administratif, elle est rattachée à l'arrondissement de Laon, au département de l'Aisne et à la région Hauts-de-France. Sur le plan électoral, elle dépend du  canton de Marle pour l'élection des conseillers départementaux, depuis le redécoupage cantonal de 2014 entré en vigueur en 2015, et de la troisième circonscription de l'Aisne  pour les élections législatives, depuis le dernier découpage électoral de 2010.

### Administration municipale
| Période                                  | Période                       | Identité               | Étiquette | Qualité                                     |
| ---------------------------------------- | ----------------------------- | ---------------------- | --------- | ------------------------------------------- |
| Les données manquantes sont à compléter. |                               |                        |           |                                             |
| 13 mai 1908                              | ?                             | Albert Eugène Henninot |           | Délibération du CM                          |
| ?                                        | ?                             | Jean Henninot          |           |                                             |
| mars 2001                                | mai 2020                      | Jean-Michel Henninot   | DVD       | Agriculteur Réélu pour le mandat 2014-2020, |
| mai 2020                                 | En cours (au 12 juillet 2020) | Pierre-Jean Henninot   |           | Agriculteur                                 |

## Démographie
L'évolution du nombre d'habitants est connue à travers les recensements de la population effectués dans la commune depuis 1793. Pour les communes de moins de 10 000 habitants, une enquête de recensement portant sur toute la population est réalisée tous les cinq ans, les populations de référence des années intermédiaires étant quant à elles estimées par interpolation ou extrapolation. Pour la commune, le premier recensement exhaustif entrant dans le cadre du nouveau dispositif a été réalisé en 2007.

En 2022, la commune comptait 175 habitants, en évolution de −12,94 % par rapport à 2016 (Aisne : −1,97 %, France hors Mayotte : +2,11 %).
| 1793 | 1800 | 1806 | 1821 | 1831 | 1836 | 1841 | 1846 | 1851 |
| ---- | ---- | ---- | ---- | ---- | ---- | ---- | ---- | ---- |
| 500  | 567  | 546  | 554  | 568  | 581  | 607  | 621  | 583  |

| 1856 | 1861 | 1866 | 1872 | 1876 | 1881 | 1886 | 1891 | 1896 |
| ---- | ---- | ---- | ---- | ---- | ---- | ---- | ---- | ---- |
| 543  | 519  | 487  | 485  | 462  | 415  | 429  | 438  | 428  |

| 1901 | 1906 | 1911 | 1921 | 1926 | 1931 | 1936 | 1946 | 1954 |
| ---- | ---- | ---- | ---- | ---- | ---- | ---- | ---- | ---- |
| 435  | 452  | 447  | 400  | 363  | 311  | 326  | 314  | 312  |

| 1962 | 1968 | 1975 | 1982 | 1990 | 1999 | 2006 | 2007 | 2012 |
| ---- | ---- | ---- | ---- | ---- | ---- | ---- | ---- | ---- |
| 326  | 344  | 251  | 251  | 265  | 246  | 227  | 224  | 223  |

| 2017 | 2022 | - | - | - | - | - | - | - |
| ---- | ---- | - | - | - | - | - | - | - |
| 193  | 175  | - | - | - | - | - | - | - |

## Culture locale et patrimoine

### Lieux et monuments

#### La chapelle Sainte-Anne

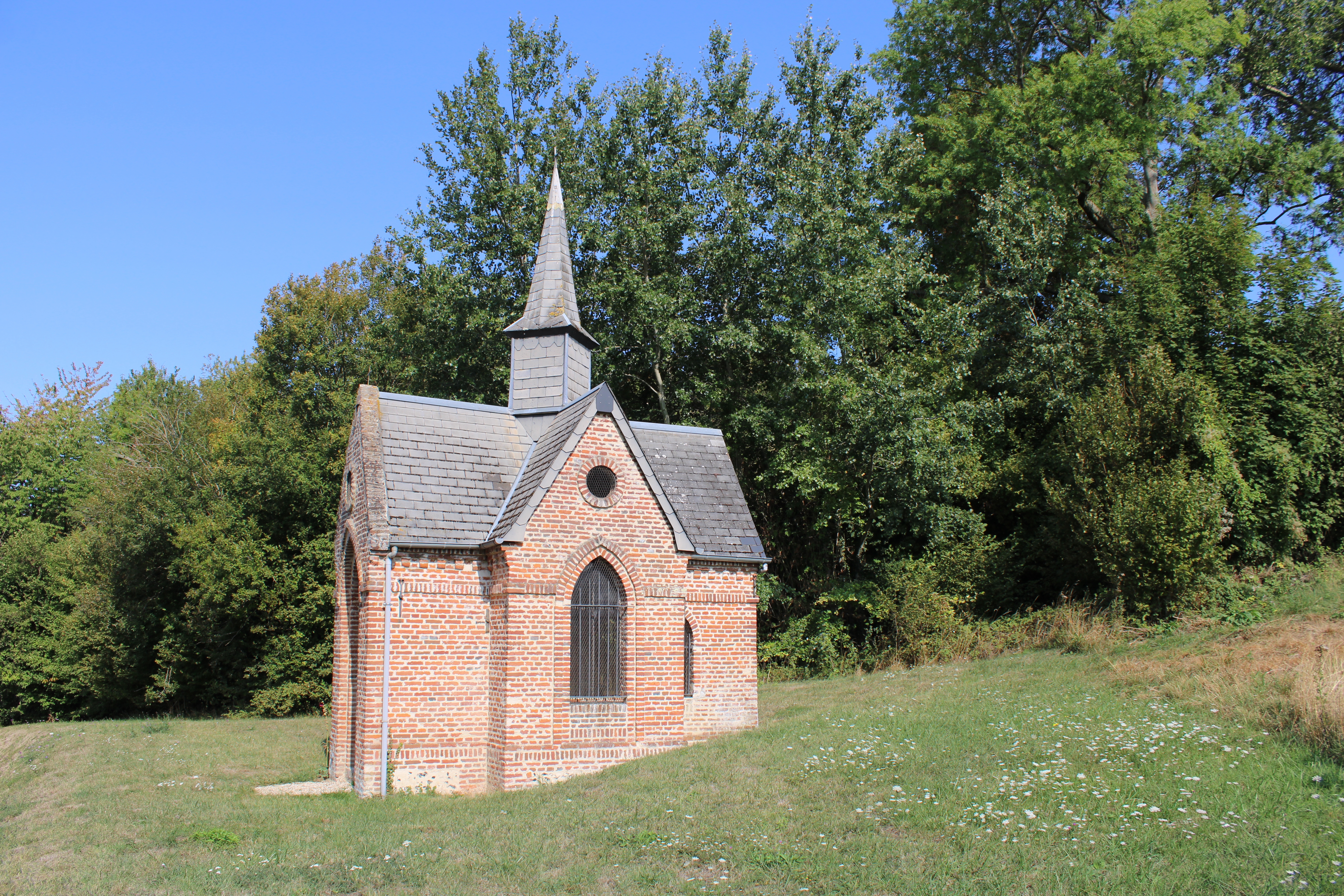
Vue la chapelle qui ressemble à une petite église avec sa nef, son transept et son clocher central octogonal à base carrée.
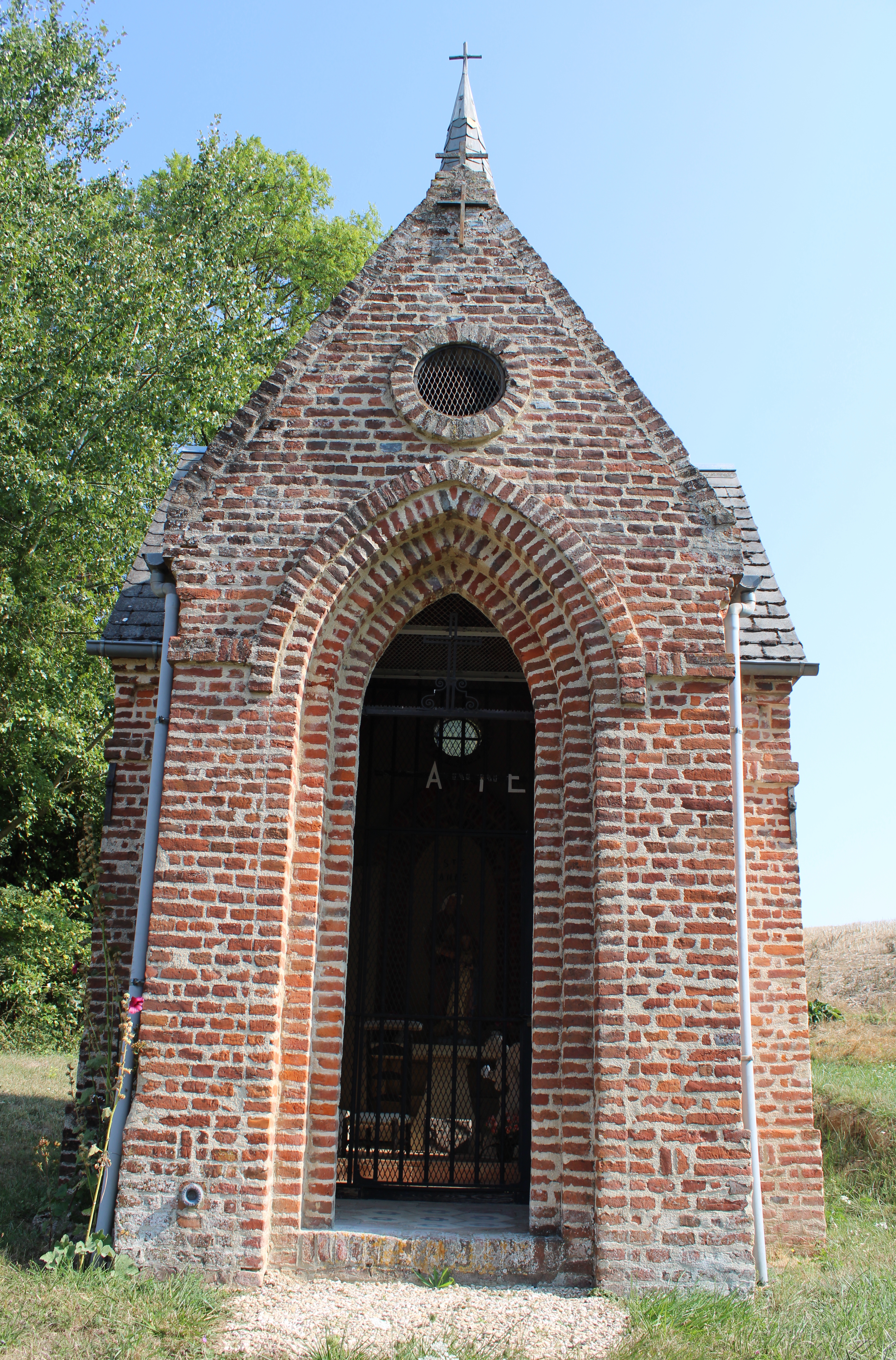
Le porche de style gothique.
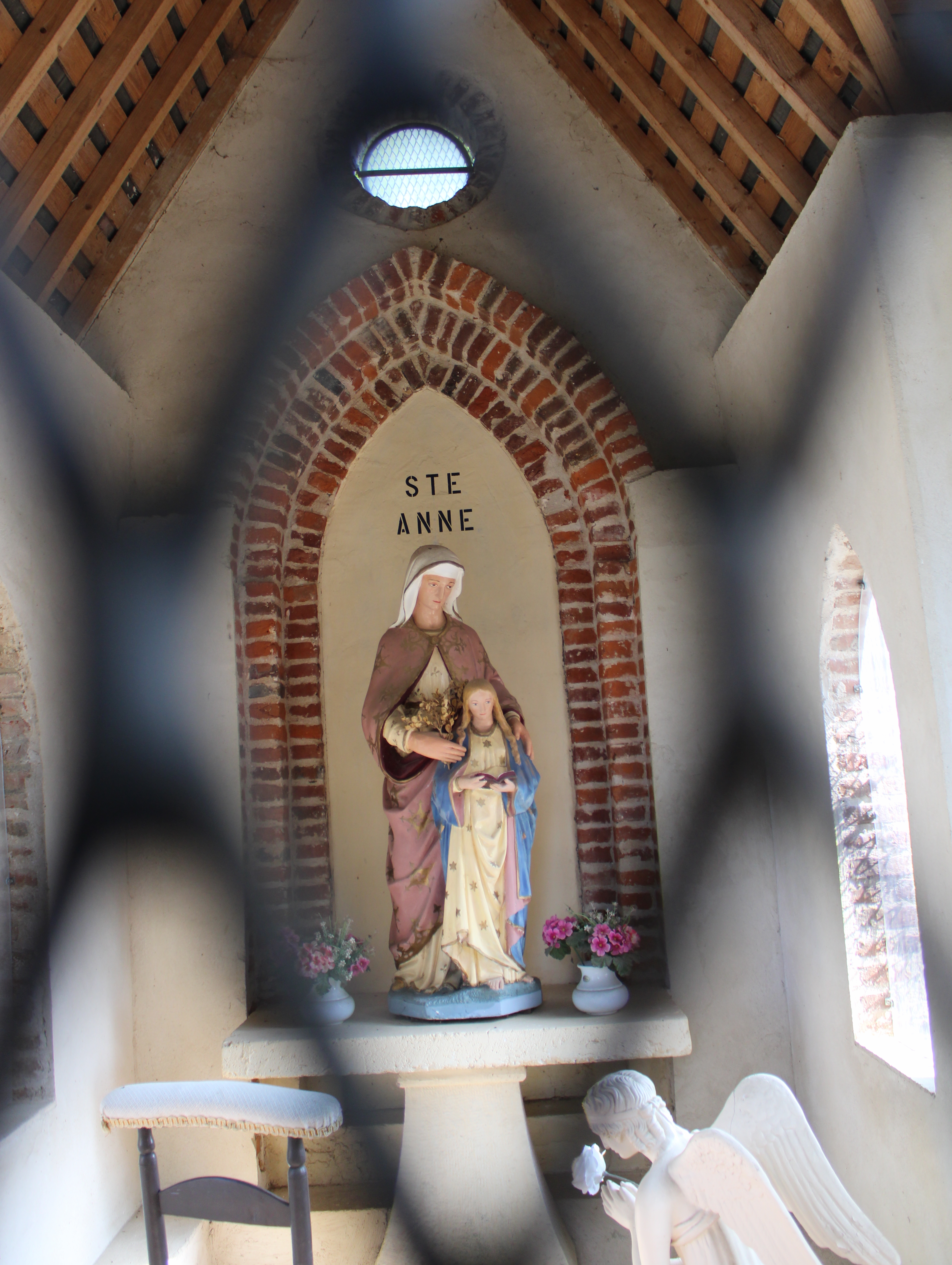
Intérieur de la chapelle vue à travers la grille de protection.
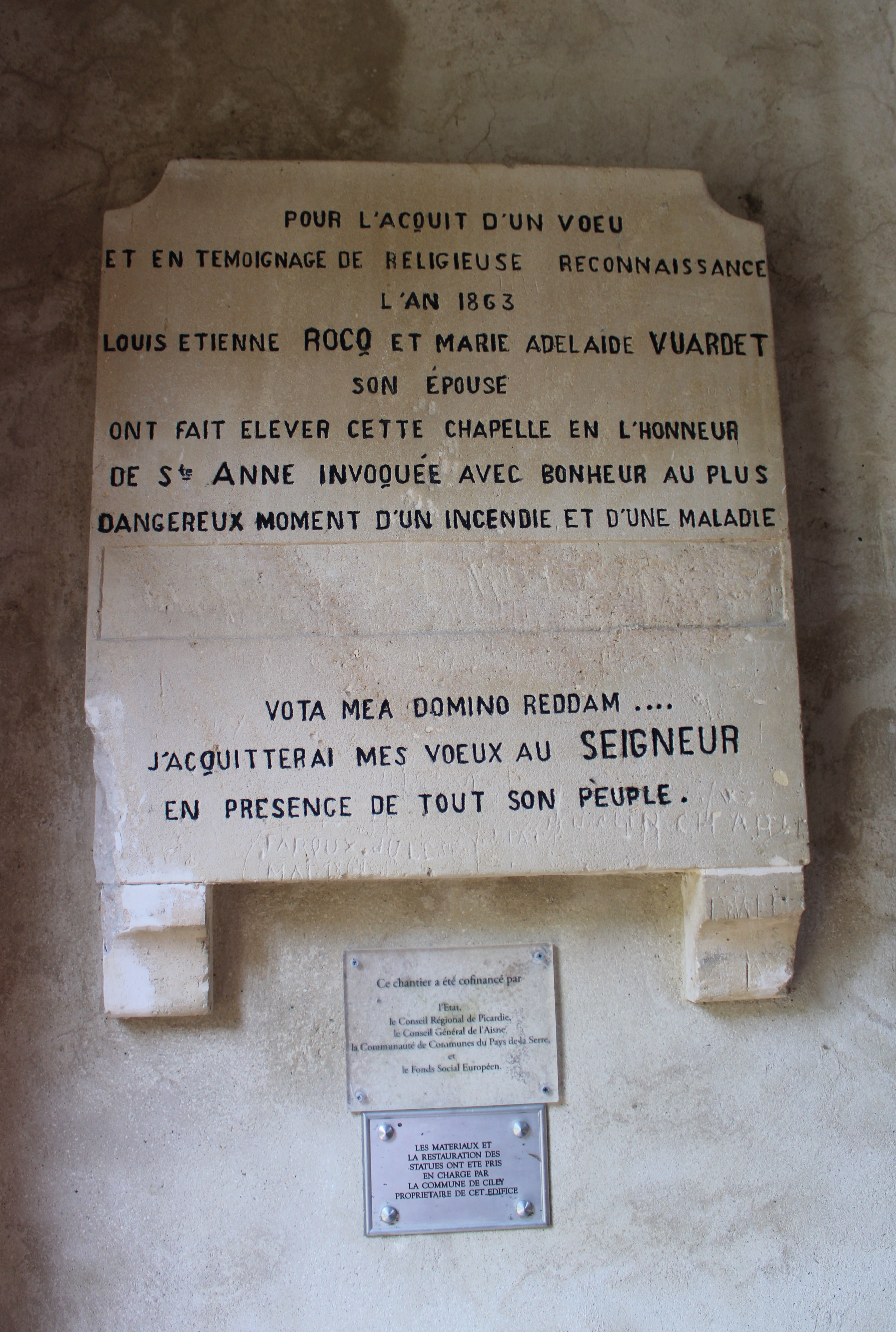
Plaque évoquant l'histoire de la chapelle.

La Chapelle Sainte-Anne est un édifice religieux situé à 3,5 km à l'ouest de la commune en direction de Montigny-sous-Marle. Elle a été bâtie en 1863 par Louis Rocq et son épouse Marie Vuarnet pour l'acquit d'un vœu.

La commune de Cilly, propriétaire de cet édifice, a procédé à une récente réfection de la chapelle.

### Galerie

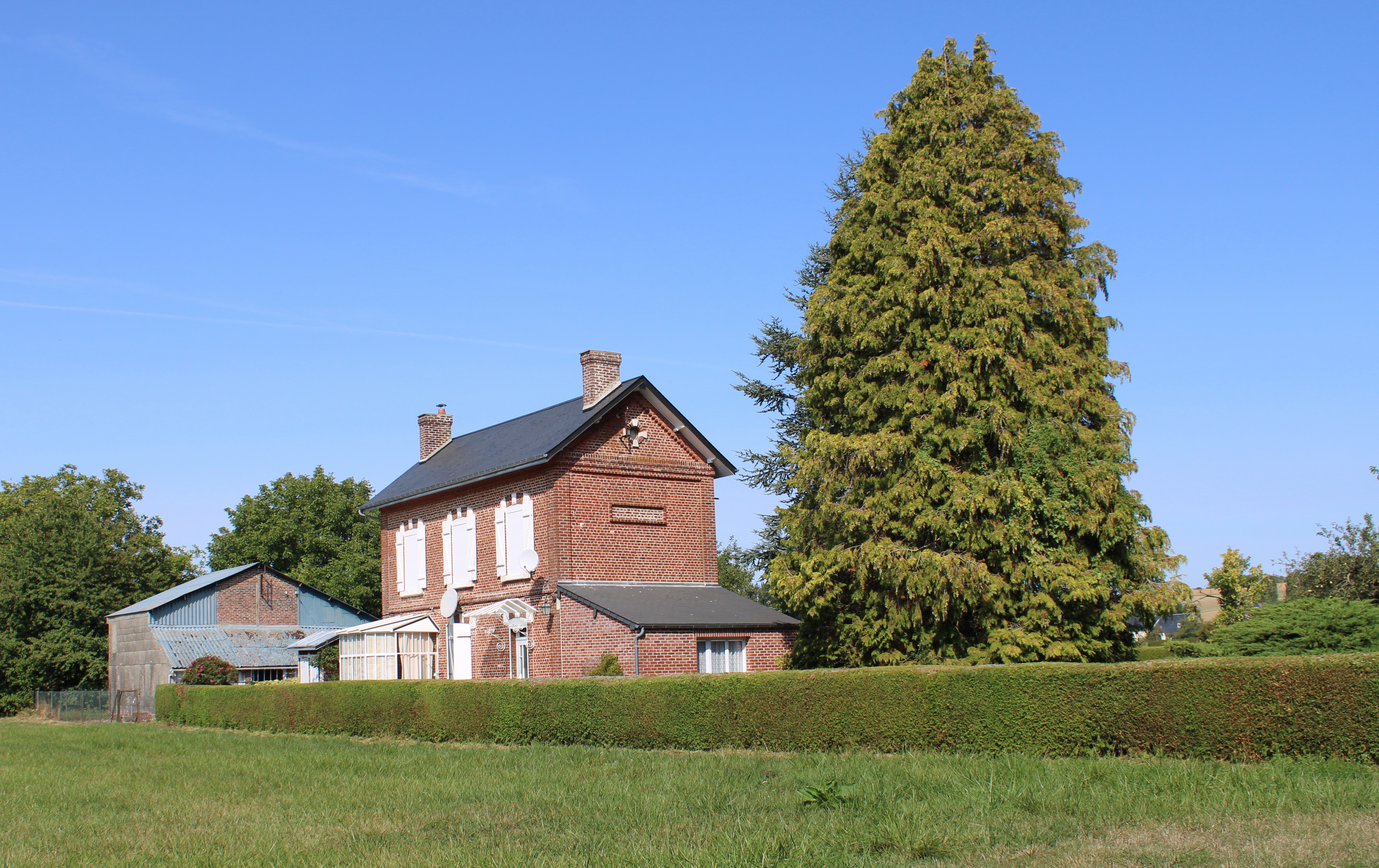
Ancienne gare de la ligne de Marle à Montcornet.
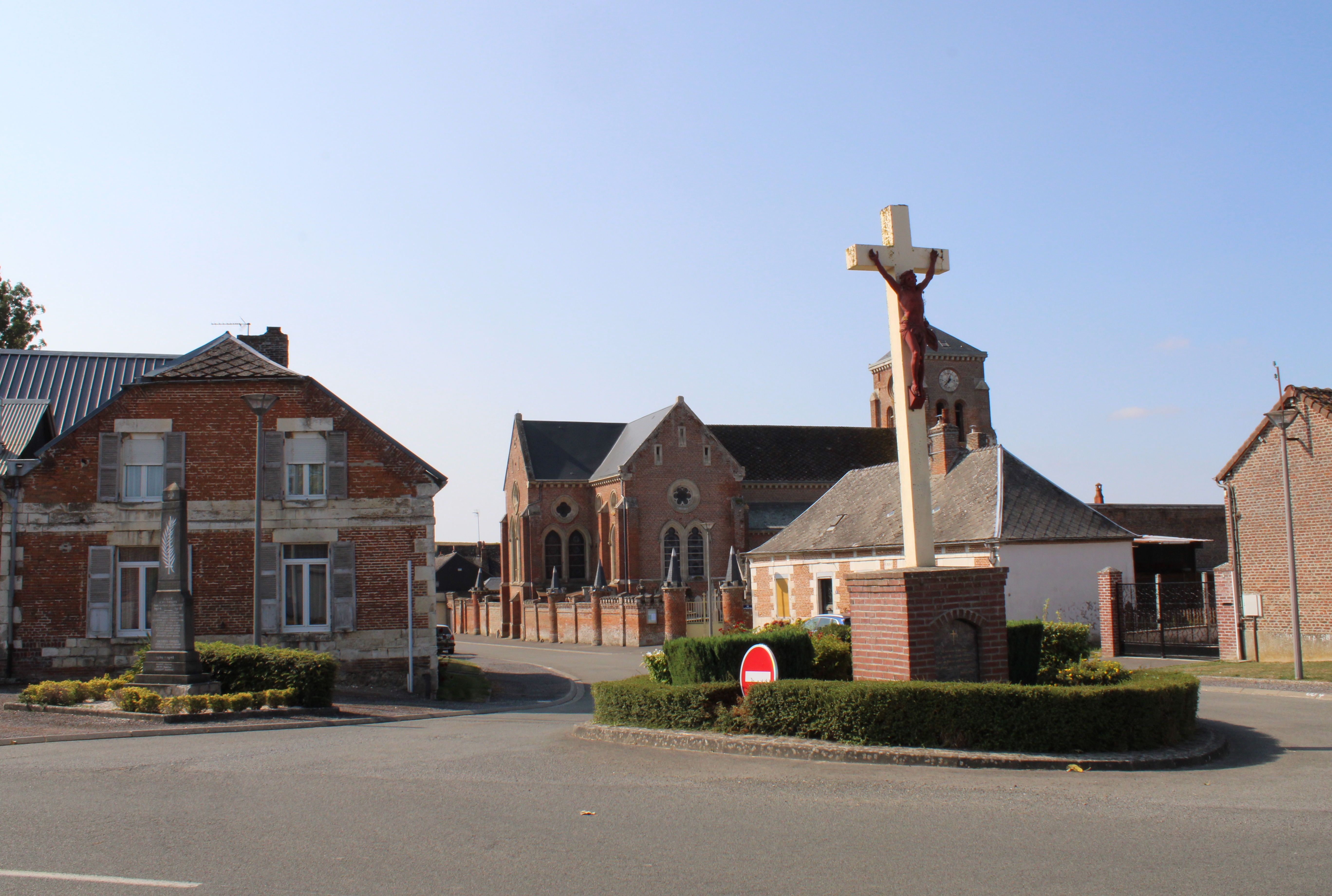
La place du monument et l'imposant calvaire au centre du rond-point.
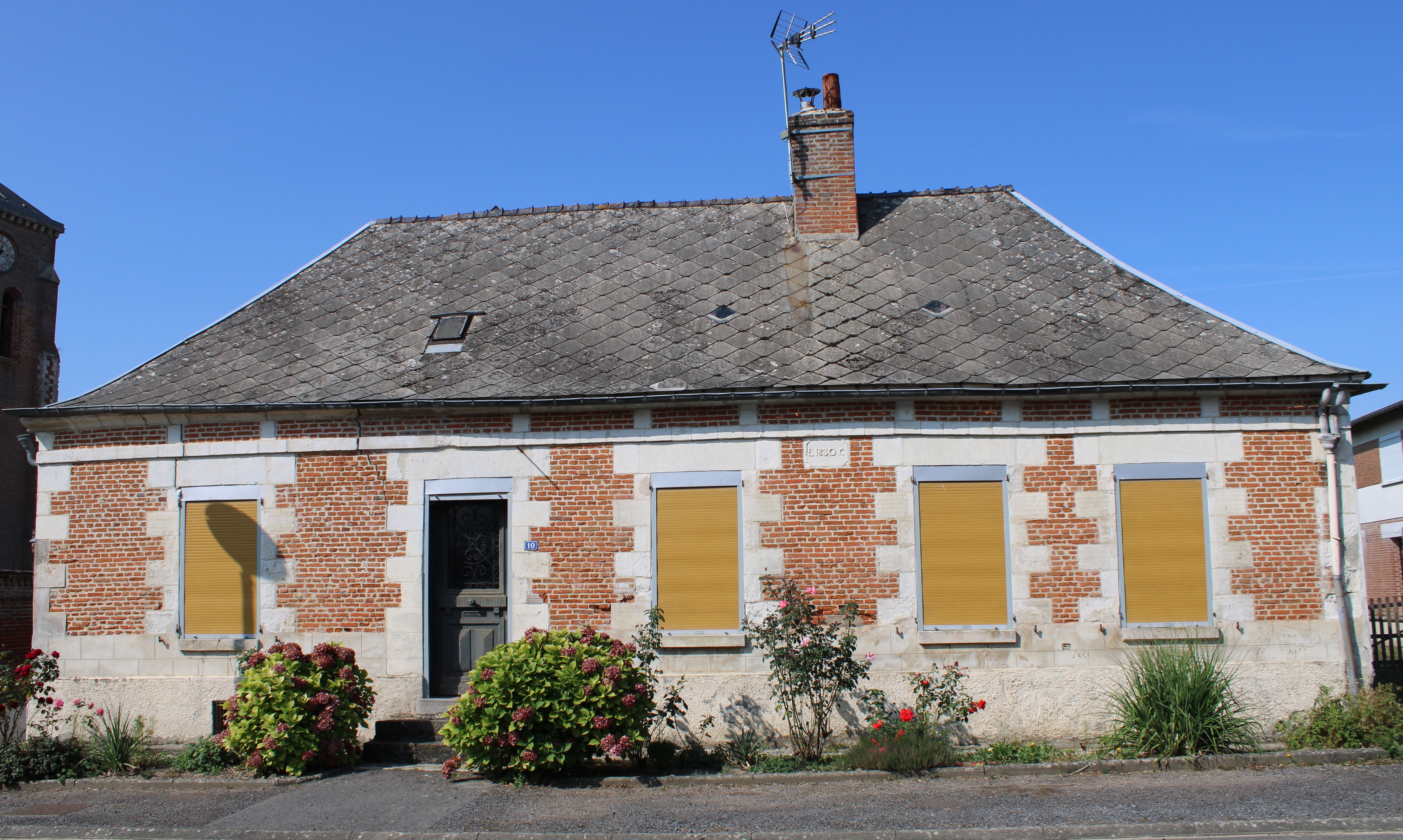
Maison typique thiérachienne construite en 1830.
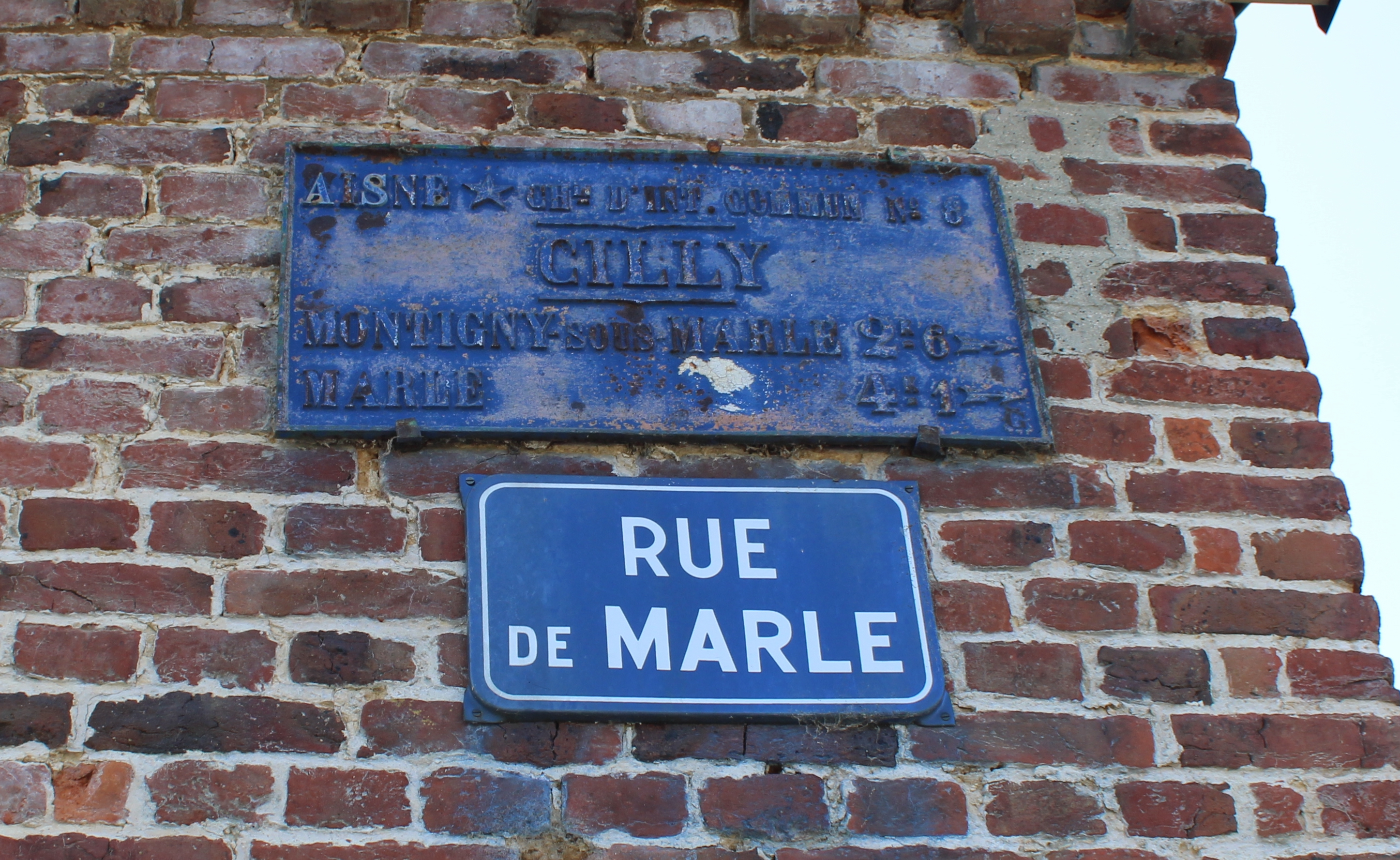
Ancienne plaque de rue en fonte indiquant la direction de Marle 4km1.

### Personnalités liées à la commune
L'abbé Palant, curé de Cilly près de Marle, a recensé les pèlerinages catholiques de l'Aisne.
Pour le voisinage de Marle figure Notre-Dame du Mont-Carmel à Sons-Châtillon (16 juillet) - confrérie érigée en 1802.

## Pour approfondir